# 山本謙一
山本 謙一（やまもと けんいち、1922年11月18日 - 2002年2月26日）は、青森県南津軽郡大鰐町出身のクロスカントリースキー選手。オリンピアン。

## 来歴
旧制五所川原農林学校 → 明治大学 → 青森営林局 
中学時代から才能を発揮し、1940年の第18回全日本スキー選手権大会クロスカントリースキー個人長距離（18km）・少年の部で優勝。その後明大に進み、1942年から1943年の同大会個人長距離・成年の部を連覇。同じ1942年～1943年の全日本学生スキー選手権大会では、リレーで連覇した他、1943年の個人長距離で前年王者の落合力松（明大）を破り優勝。
戦後1948年に再開された全日本スキー選手権大会個人長距離では、ライバル落合に敗れるが、翌1949年の同大会同種目は山本が制した。1952年オスロオリンピックの代表に選出され、クロスカントリー男子18kmでは80人（完走75人）中22位に入る健闘を見せた。山本らは、オスロで五輪終了直後に開催されたホルメンコーレンスキー大会にも出場したが、山本が登場すると観衆から大歓声が上がったという。
2002年2月26日、肺炎のため79歳で死去した。